# Nam-gu, Daegu
Nam-gu (koreanska: 남구)  är ett stadsdistrikt i staden Daegu i Sydkorea. Den ligger i den centrala delen av landet, 240 km sydost om huvudstaden Seoul.  Antalet invånare är 148 247 (2020).

## Administrativ indelning
Nam-gu består av 13 stadsdelar (dong): 
Bongdeok 1-dong,
Bongdeok 2-dong,
Bongdeok 3-dong,
Daemyeong 1-dong,
Daemyeong 2-dong,
Daemyeong 3-dong,
Daemyeong 4-dong,
Daemyeong 5-dong,
Daemyeong 6-dong,
Daemyeong 9-dong,
Daemyeong 10-dong,
Daemyeong 11-dong och
Icheon-dong.